# Società dei Raggi
La società dei Raggi è stata una società segreta italiana a carattere unitario e indipendentista, diffusa nell'Italia centro-settentrionale in età napoleonica, come filiazione dei club giacobini italiani quando Napoleone li rese illegali.

## Storia
Le notizie intorno a questa società segreta sono scarse e derivano in gran parte da quanto ne scrisse Carlo Botta nella sua Storie d'Italia dall'anno 1789 all'anno 1814 citata in Bibliografia. Fu fondata probabilmente a Bologna nel 1798 per iniziativa del conte Alessandro Savioli-Corbelli (1742-1811), massone (fratello del poeta e storico Ludovico) e già membro degli Illuminati di Baviera col nome di Bruto. Dal centro di Bologna la società si irraggiò (donde la denominazione) in tutta Italia, soprattutto in quella centro-settentrionale, come movimento in difesa degli ideali democratici repubblicani e in difesa dell'autonomia e indipendenza italiana messi in pericolo dall'indirizzo moderato e dalla politica di spoliazione messa in atto dall'esercito napoleonico.
Fra i principali esponenti della società dei Raggi si ricordano Cesare Paribelli, il poeta Giovanni Fantoni e il generale Giuseppe Lahoz Ortiz. L'atteggiamento antifrancese era rivolto tuttavia contro il governo francese, non contro la società, la nazione o, se si eccettua il caso di Lahoz, l'esercito francese. La setta ottenne una grande diffusione fino ai primi mesi del 1799, che perdurò fino al 1802, allorché assunse la denominazione di "Società dei Centri". Dalla società dei Raggi, ovvero da una diramazione di essa, nacque la cospirazione del febbraio 1799 in Piemonte contro l'annessione alla Francia.